# Cerodontha caricivora
Cerodontha caricivora este o specie de muște din genul Cerodontha, familia Agromyzidae. A fost descrisă pentru prima dată de Franz Groschke în anul 1954. Conform Catalogue of Life specia Cerodontha caricivora nu are subspecii cunoscute.